# Papillocepheus neotropicus
Papillocepheus neotropicus är en kvalsterart som först beskrevs av P. Balogh 1988.  Papillocepheus neotropicus ingår i släktet Papillocepheus och familjen Tetracondylidae. Inga underarter finns listade i Catalogue of Life.